# Xiaolan
Xiaolan est une ville de Chine située dans la province de Guangdong, au banlieue sud de Canton.
Un parc industriel y est implanté, où en 2006 sont regroupées une quinzaine de PME françaises.
En 2010, une grève se produit dans une usine Honda de Xiaolan, pour des revendications salariales.